# Estación de Thurso
La estación de Thurso (en inglés:Thurso railway station) es una estación de ferrocarril ubicada en localidad de Thurso, en el consejo unitario de Highland, en el norte de Escocia, Reino Unido. La estación presta servicios a la línea de ferrocarril Far North Line, en el antiguo condado de Caithness. Es la estación más septentrional de la Red Nacional de Ferrocarril (National Rail) del Reino Unido, se ubica a 248 km (154 millas) al norte de Inverness.
Pese a que la estación está al término de la rama Thurso, ésta no es el final de la línea Far North Line. El tren, después de llegar a Thurso, se devuelve a la salida de la estación de Georgemas Junction, para luego dirigirse al este, hacia Wick, la terminal.